# Các quốc gia vùng nhiệt đới tại Thế vận hội Mùa đông

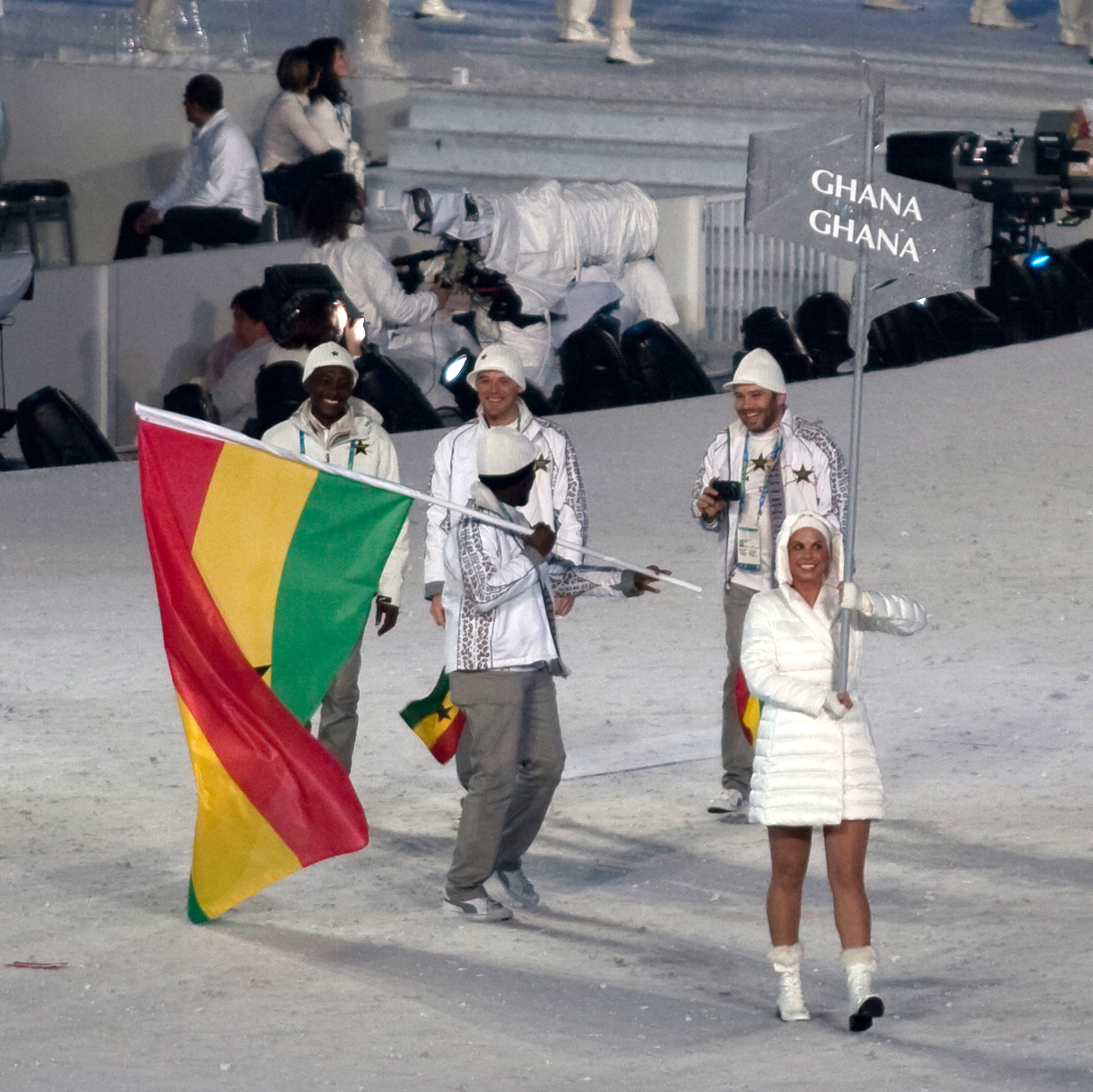
Đoàn Ghana tại lễ khai mạc Thế vận hội Mùa đông 2010.

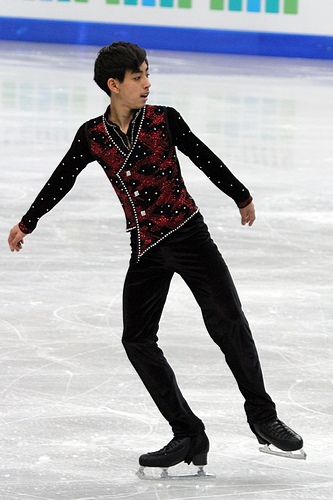
Năm 2014, Michael Christian Martinez trở thành vận động viên trượt băng nghệ thuật đầu tiên của Philippines, của Đông Nam Á cũng như của nhóm các quốc gia nhiệt đới tại Thế vận hội Mùa đông, đồng thời là vận động viên Thế vận hội Mùa đông đầu tiên của Philippines sau 22 năm.

Một số quốc gia vùng nhiệt đới đã từng tham gia Thế vận hội Mùa đông dù không có điều kiện về khí hậu để phát triển các môn thể thao mùa đông. Một phần bởi lý do đó, sự góp mặt của các quốc gia này là chủ đề của những câu chuyện nhân cảm trong suốt thời gian các đại hội diễn ra.
Chưa quốc gia vùng nhiệt đới nào từng giành được huy chương Thế vận hội Mùa đông.
Quốc gia có khí hậu ấm áp - chưa phải nhiệt đới - đầu tiên tham gia Thế vận hội Mùa đông là México. Phần lớn lãnh thổ México nằm ở phía bắc chí tuyến Bắc và có khí hậu ôn đới hải dương hoặc khí hậu bán hoang mạc, do vậy không hoàn toàn là nước nhiệt đới. México xuất hiện lần đầu tại Thế vận hội Mùa đông vào năm 1928 với một đội xe trượt lòng máng năm người, xếp thứ 11 trong tổng số 23 đội của môn này. México không tham gia đại hội trở lại cho tới tận Thế vận hội Mùa đông 1984.
Quốc gia đầu tiên đến từ vùng nhiệt đới thực sự là Philippines, nước này đã gửi hai vận động viên trượt tuyết đổ đèo tới Thế vận hội Mùa đông 1972 ở Sapporo, Nhật Bản. Ben Nanasca đứng thứ 42 nội dung trượt tuyết dích dắc lớn (trong số 73 vận động viên) và Juan Cipriano không hoàn thành phần thi. Còn ở nội dung trượt tuyết dích dắc, cả hai đều không thể hoàn thành. Costa Rica trở thành nước nhiệt đới thứ hai tham gia Thế vận hội Mùa đông vào năm 1980 ở Lake Placid, New York, với vận động viên cũng thi đấu môn trượt tuyết đổ đèo, Arturo Kinch. Kinch tiếp tục đại diện Costa Rica tranh tài tại ba kỳ Thế vận hội Mùa đông nữa, gồm cả kỳ năm 2006, khi đã 49 tuổi. Lần này anh kết thúc ở vị trí thứ 96 nội dung trượt tuyết băng đồng 15 km, xếp trên duy nhất một vận động viên Thái Lan (cũng là một quốc gia nhiệt đới), Prawat Nagvajara.
Thế vận hội Mùa đông 1988 tổ chức ở Calgary, Alberta, Canada thu hút nhiều quốc gia vùng nhiệt đới tham dự, gồm Costa Rica, Fiji, Guam, Guatemala, Jamaica, Antille thuộc Hà Lan,
Philippines, Puerto Rico, và Quần đảo Virgin thuộc Mỹ. Đội tuyển xe trượt lòng máng Jamaica trở thành một hiện tượng được yêu thích trong kỳ đại hội này và cũng là nguồn cảm hứng cho bộ phim năm 1993 tựa đề Cool Runnings. Tại Thế vận hội Mùa đông 1994 vào sáu năm sau, tuyển xe trượt lòng máng Jamaica đứng thứ mười bốn, một thành tích đáng khen ngợi, xếp trên cả đội Hoa Kỳ và Nga; một vận động viên xe trượt lòng máng người Jamaica là Lascelles Brown lại mang về tấm huy chương bạc cho Canada vào năm 2006.
Thế vận hội Mùa đông 2006 ở Turin, Ý chứng kiến sự xuất hiện lần đầu của Ethiopia và Madagascar. Thế vận hội Mùa đông 2010 ở Vancouver, British Columbia, Canada tiếp tục là các đoàn Quần đảo Cayman, Colombia, Peru, và Ghana. Thế vận hội Mùa đông 2014 có sự tham gia lần đầu tiên của Dominica, Paraguay, Đông Timor, Togo, Tonga và Zimbabwe. Thế vận hội Mùa đông 2018 có thêm các đại diện đến từ Ecuador, Eritrea, Malaysia và Singapore.

## Danh sách các quốc gia vùng nhiệt đới đã và sẽ tham dự Thế vận hội Mùa đông

Bản đồ thế giới với các vĩ độ nằm trong vùng nhiệt đới được tô đỏ

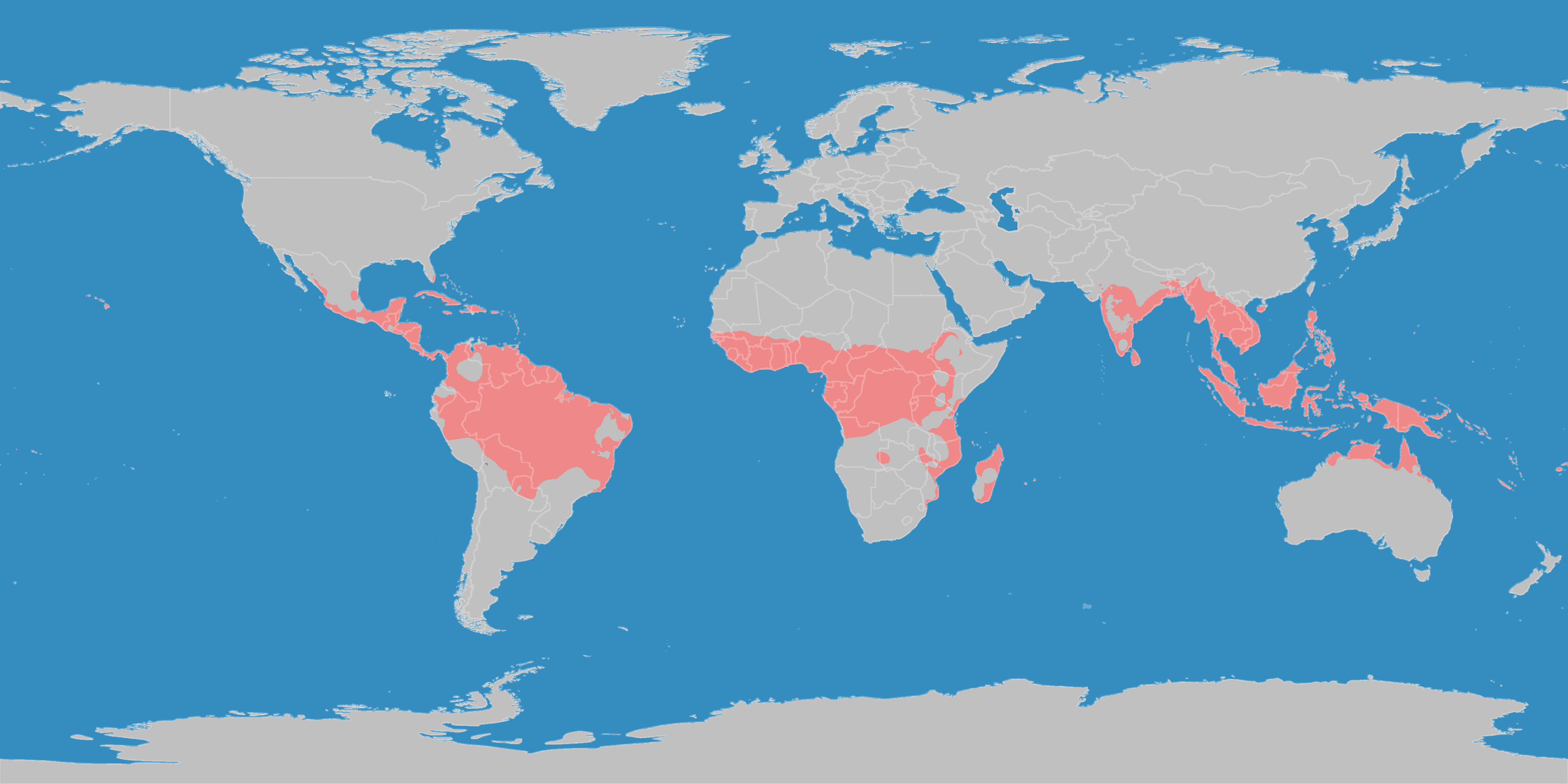
Bản đồ thế giới với các vùng khí hậu nhiệt đới được tô đỏ

Danh sách dưới đây bao gồm những quốc gia có toàn bộ hoặc phần lớn diện tích nằm trong khoảng các vĩ độ thuộc vùng nhiệt đới và có khí hậu chủ yếu là nhiệt đới theo hệ thống phân loại khí hậu Köppen cùng các năm tham gia Thế vận hội Mùa đông của mỗi nước.
| Châu Phi                        |                            |
| Cameroon (CMR)                  | 2002                       |
| Eritrea (ERI)                   | 2018                       |
| Ethiopia (ETH)                  | 2006–2010                  |
| Ghana (GHA)                     | 2010                       |
| Kenya (KEN)                     | 1998–2006, 2018            |
| Madagascar (MAD)                | 2006, 2018                 |
| Sénégal (SEN)                   | 1984, 1992–1994, 2006–2010 |
| Togo (TOG)                      | 2014, 2018                 |
| Zimbabwe (ZIM)                  | 2014                       |
|                                 |                            |
| Caribe                          |                            |
| Quần đảo Virgin thuộc Anh (IVB) | 1984, 2014                 |
| Quần đảo Cayman (CAY)           | 2010–2014, 2018            |
| Dominica (DMA)                  | 2014                       |
| Jamaica (JAM)                   | 1988–2002, 2010–2014       |
| Antille thuộc Hà Lan (AHO)      | 1988–1992                  |
| Puerto Rico (PUR)               | 1984–2002, 2018            |
| Trinidad và Tobago (TRI)        | 1994–2002                  |
| Quần đảo Virgin thuộc Mỹ (ISV)  | 1988–2006, 2014            |
|                                 |                            |
| Trung và Nam Mỹ                 |                            |
| Bolivia (BOL)                   | 1956, 1980-1992, 2018      |
| Brasil (BRA)                    | 1992–2014, 2018            |
| Colombia (COL)                  | 2010, 2018                 |
| Costa Rica (CRC)                | 1980–1992, 2006            |
| Ecuador (ECU)                   | 2018                       |
| Guatemala (GUA)                 | 1988                       |
| Honduras (HON)                  | 1992                       |
| Paraguay (PAR)                  | 2014                       |
| Perú (PER)                      | 2010–2014, 2018            |
| Venezuela (VEN)                 | 1998–2006, 2014            |
|                                 |                            |
| Châu Đại dương                  |                            |
| Samoa thuộc Mỹ (ASA)            | 1994                       |
| Fiji (FIJ)                      | 1988, 1994, 2002           |
| Guam (GUM)                      | 1988                       |
| Tonga (TGA)                     | 2014                       |
|                                 |                            |
| Châu Á                          |                            |
| Hồng Kông (HKG)                 | 2002–2014                  |
| Malaysia (MAS)                  | 2018                       |
| Philippines (PHI)               | 1972, 1988–1992, 2014      |
| Singapore (SIN)                 | 2018                       |
| Thái Lan (THA)                  | 2002–2006, 2014, 2018      |
| Đông Timor (TLS)                | 2014, 2018                 |

Các quốc gia khác với khí hậu ấm áp (chẳng hạn nằm ở vùng cận nhiệt đới) từng tham gia Thế vận hội Mùa đông gồm Úc (phía bắc có khí hậu nhiệt đới, và là quốc gia ở bán cầu Nam đầu tiên giành được huy chương vàng Olympic Mùa đông năm 2002), Bermuda, Trung Hoa Đài Bắc, Hồng Kông, Ấn Độ, México, Nam Phi, Swaziland, Uruguay và một vài quốc gia Bắc Phi bao gồm Algérie, Ai Cập và Maroc.
Tonga đã có những nỗ lực nhắm tới một suất tại Thế vận hội Mùa đông 2010 với một ứng cử viên môn trượt băng nằm ngửa, thu hút ít nhiều sự quan tâm của truyền thông, nhưng vận động viên này đã dừng bước ở vòng loại cuối. Sau đó, anh vẫn tiếp tục tập luyện cho mục tiêu Olympic và đã giành vé đến Thế vận hội Mùa đông 2014.

## Các vận động viên Thế vận hội Mùa đông nổi bật của các quốc gia nhiệt đới

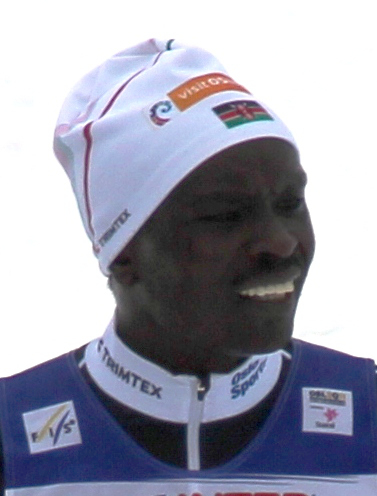
Philip Boit là vận động viên Kenya đầu tiên tham dự Thế vận hội Mùa đông.

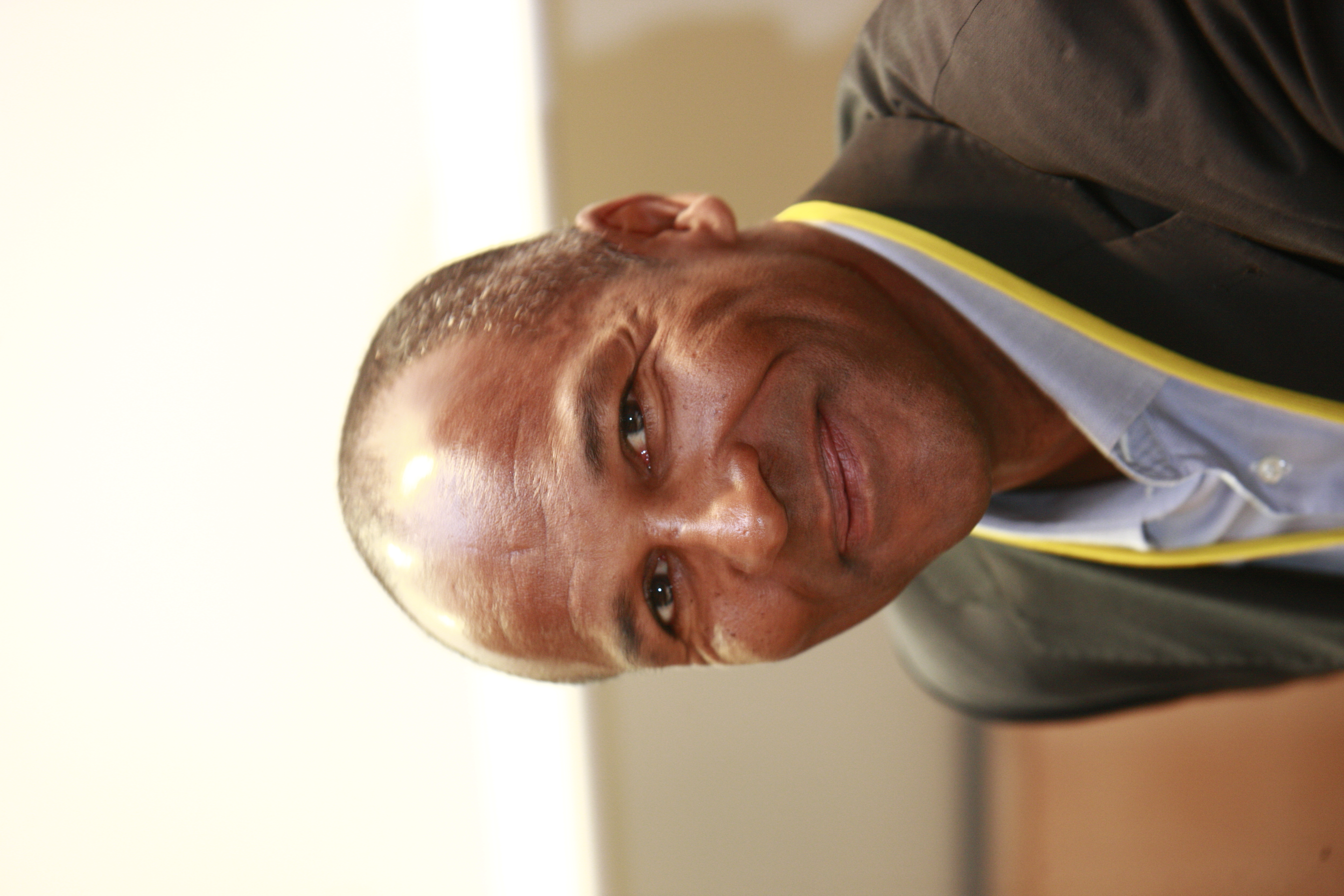
Lamine Guèye, vận động viên trượt tuyết người châu Phi da đen đầu tiên tham gia thi đấu tại một kỳ Thế vận hội Mùa đông.

| Tên                        | Quốc gia                  | Môn thi đấu                                 |
| -------------------------- | ------------------------- | ------------------------------------------- |
| Anne Abernathy             | Quần đảo Virgin thuộc Mỹ  | trượt băng nằm ngửa                         |
| Bruno Banani               | Tonga                     | trượt băng nằm ngửa                         |
| Judd Bankert               | Guam                      | hai môn phối hợp                            |
| Iginia Boccalandro         | Venezuela                 | trượt băng nằm ngửa                         |
| Philip Boit                | Kenya                     | trượt tuyết băng đồng                       |
| Lascelles Brown            | Jamaica                   | xe trượt lòng máng                          |
| Roberto Carcelen           | Perú                      | trượt tuyết băng đồng                       |
| Isabel Clark Ribeiro       | Brasil                    | trượt ván trên tuyết                        |
| Cynthia Denzler            | Colombia                  | trượt tuyết đổ đèo                          |
| Erroll Fraser              | Quần đảo Virgin thuộc Anh | trượt băng tốc độ                           |
| Lamine Guèye               | Sénégal                   | trượt tuyết đổ đèo                          |
| Werner Hoeger              | Venezuela                 | trượt băng nằm ngửa                         |
| Errol Kerr                 | Jamaica                   | trượt tuyết tự do                           |
| Arturo Kinch               | Costa Rica                | trượt tuyết đổ đèo và trượt tuyết băng đồng |
| Eric Maleson               | Brasil                    | xe trượt lòng máng                          |
| Michael Christian Martinez | Philippines               | trượt băng nghệ thuật                       |
| Andrew McNeilly            | Trinidad và Tobago        | xe trượt lòng máng                          |
| Isaac Menyoli              | Cameroon                  | trượt tuyết băng đồng                       |
| Renato Mizoguchi           | Brasil                    | trượt băng nằm ngửa                         |
| Prawat Nagvajara           | Thái Lan                  | trượt tuyết băng đồng                       |
| Kwame Nkrumah-Acheampong   | Ghana                     | trượt tuyết đổ đèo                          |
| Raymond Ocampo             | Philippines               | trượt băng nằm ngửa                         |
| Ricardo Raschini           | Brasil                    | xe trượt lòng máng và trượt băng nằm ngửa   |
| Mathieu Razanakolona       | Madagascar                | trượt tuyết đổ đèo                          |
| Rusiate Rogoyawa           | Fiji                      | trượt tuyết băng đồng                       |
| Leyti Seck                 | Sénégal                   | trượt tuyết đổ đèo                          |
| Robel Teklemariam          | Ethiopia                  | trượt tuyết băng đồng                       |
| Michael Teruel             | Philippines               | trượt tuyết đổ đèo                          |
| Laurence Thoms             | Fiji                      | trượt tuyết đổ đèo                          |
| Dow Travers                | Quần đảo Cayman           | trượt tuyết đổ đèo                          |
| George Tucker              | Puerto Rico               | trượt băng nằm ngửa                         |
| Vanessa Vanakorn           | Thái Lan                  | trượt tuyết đổ đèo                          |
| Hubertus von Hohenlohe     | México                    | trượt tuyết đổ đèo                          |

## Thế vận hội Người khuyết tật Mùa đông
Tính đến năm 2014, chỉ có hai quốc gia vùng nhiệt đới từng tham dự Thế vận hội Người khuyết tật Mùa đông. Tofiri Kibuuka của Uganda thi đấu môn trượt tuyết băng đồng tại Thế vận hội Người khuyết tật Mùa đông lần thứ nhất và thêm một kỳ năm 1980. Sau khi Kibuuka nhập quốc tịch Na Uy, vận động viên này bắt đầu thi đấu cho Na Uy tại Thế vận hội Người khuyết tật từ 1984, giành thêm một số huy chương môn điền kinh. Brasil từng lần đầu tiên tham gia với hai vận động viên tại Thế vận hội Người khuyết tật Mùa đông 2014.
| Châu Phi     |           |
| Uganda (UGA) | 1976–1980 |

| Châu Mỹ      |      |
| Brasil (BRA) | 2014 |

| Tên             | Quốc gia | Môn thi đấu                           |
| --------------- | -------- | ------------------------------------- |
| Tofiri Kibuuka  | Uganda   | trượt tuyết băng đồng                 |
| Fernando Aranha | Brasil   | trượt tuyết băng đồng                 |
| André Cintra    | Brasil   | trượt ván tuyết địa hình tốc độ tự do |

## Thế vận hội Trẻ Mùa đông
Năm quốc gia vùng nhiệt đới có đại diện tham gia tại Thế vận hội Trẻ Mùa đông lần đầu tiên ở Innsbruck, Áo.
| Châu Phi              |           |
| Eritrea (ERI)         | 2012      |
| Kenya (KEN)           | 2016      |
|                       |           |
| Caribe                |           |
| Quần đảo Cayman (CAY) | 2012      |
|                       |           |
| Châu Mỹ               |           |
| Brasil (BRA)          | 2012–2016 |
| Colombia (COL)        | 2016      |
| Jamaica (JAM)         | 2016      |
| Perú (PER)            | 2012      |
|                       |           |
| Châu Á                |           |
| Philippines (PHI)     | 2012      |
| Malaysia (MAS)        | 2016      |
| Đông Timor (TLS)      | 2016      |